# Araneus tamerlani
Araneus tamerlani là một loài nhện trong họ Araneidae.
Loài này thuộc chi Araneus. Araneus tamerlani được Carl Friedrich Roewer miêu tả năm 1942.